# Saxipendium coronatum
Saxipendium coronatum is een diersoort in de taxonomische indeling van de Hemichordata. Het dier behoort tot het geslacht Saxipendium en behoort tot de familie Harrimaniidae. De wetenschappelijke naam van de soort werd voor het eerst geldig gepubliceerd in 1985 door Woodwick & Sensenbaugh.